# Baltagul (film)
Baltagul este un film coproducție româno-italiană, majoritar românesc, dramatic, din anul 1969, regizat de Mircea Mureșan. În rolurile principale joacă actorii Margarita Lozano, Folco Lulli și Sidonia Manolache. Scenariul se bazează pe romanul omonim al lui Mihail Sadoveanu.

## Rezumat
Soția unui cioban dispărut în împrejurări neelucidate ia urma făptașilor, restabilește adevărul și îi pedepsește pe asasini.

## Distribuție
- Margarita Lozano — munteanca Vitoria Lipan din satul Tarcău
- Folco Lulli — oierul Calistrat Bogza, ucigașul lui Nechifor
- Sidonia Manolache — Minodora, fata Vitoriei
- Paul Misai — Gheorghiță, fiul Vitoriei
- Florin Scărlătescu — subprefectul județului Neamț
- Constantin Anatol — negustorul evreu David (Herșcu Davidson)
- Sandu Sticlaru — părintele Daniil, preotul din satul Tarcău
- Livia Baba — Ana, mama dlui Vasiliu
- N.N. Matei — oierul Ilie Cuțui, complicele lui Bogza
- Dan Nicolae — Toma, hangiul din Sabasa
- Nunuța Hodoș — baba Maranda, vrăjitoarea satului Tarcău
- Costache Diamandi — dl Vasiliu, hangiul de la Suha
- Ernest Maftei — morarul bătrân
- Petre Gheorghiu-Goe
- Jean Constantin — organizatorul de jocuri de noroc ilegale
- Cora Benador — soția negustorului David
- Andrei Bursaci — munteanul care o acostează pe Vitoria la bâlci
- Ion Dămian
- Franz Keller — funcționarul neamț care a înregistrat cumpărarea oilor
- Theo Partisch
- Nicolae Corjos
- Animpodist Mihuță
- Dumitru Matei
- Gheorghe Barbuță
- Toader Ciocuț
- Ilarion Ciobanu — oierul Nechifor Lipan

### Dublaje de voce
- Eugenia Bosânceanu — Vitoria Lipan
- Nucu Păunescu — Calistrat Bogza

## Producție
Prima intenție de ecranizare a romanului Baltagul i-a aparținut regizorului Liviu Ciulei. Scenaristul italian Sergio Amidei i-ar fi propus cineastului român să-i ofere rolul principal actriței italiene Anna Magnani.:p. 184 Scenariul lui Amidei se îndepărta însă de epica sadoveniană.:p. 108 Ecranizarea romanului a fost proiectată apoi de Victor Iliu (1964), Liviu Ciulei (1966) și Lucian Pintilie (1968), fiind încredințată în cele din urmă lui Mircea Mureșan.:p. 116
Filmul a fost realizat ca o coproducție româno–italiană:p. 17, fiind filmat în perioada 28 februarie - 19 iunie 1969 la Sucevița, Roșu, Rarău și Buftea. Personajele Vitoria Lipan și Calistrat Bogza au fost interpretate de actorii străini Margarita Lozano și Folco Lulli (dublați în film de Eugenia Bosânceanu și Nucu Păunescu). Printre actorii români care au figurat în distribuție se află: Ilarion Ciobanu (Nechifor Lipan), Florin Scărlătescu (subprefectul), Sandu Sticlaru (părintele Dănilă), Paul Misai (Gheorghiță), Sidonia Manolache (Minodora) și Nunuța Hodoș (baba Maranda).:p. 200 Filmul a fost prezentat în septembrie 1969 la Festivalul Internațional de Film de la Veneția, având premiera absolută la 15 octombrie 1969, la Film Forum de la Brno,:p. 17 și cea românească la 27 octombrie 1969, la București.:p. 122

## Recepție
Filmul a fost vizionat de 5.064.352 de spectatori în cinematografele din România, după cum atestă o situație a numărului de spectatori înregistrat de filmele românești de la data premierei și până la data de 31 decembrie 2014 alcătuită de Centrul Național al Cinematografiei.
Criticii de film au evidențiat calitățile filmului (acuratețea imaginii și, parțial, interpretarea), precizând însă că Baltagul are „unele carențe de fond, de dramaturgie cinematografică și de înțelegere a structurii filozofice a romanului, mai exact a subtilităților lui filozofice și tipologice”, după cum scria Ștefan Oprea în volumul Diorame cinematografice (1983).:p. 199 Criticul Tudor Caranfil confirma opinia referitoare la lipsurile de structură dramaturgică și de relief psihologic ale filmului, afirmând că ecranizarea lui Mircea Mureșan este „lipsită de afinitate sadoveniană”, fiind dominată parțial de „un delir vizual, într-un decupaj dezlânat de ambiție calofilă în care palpitul febril al camerei e neglijent montat”, în timp ce distribuția este strict decorativă. În opinia criticilor, cineastul insistă pe aspectele folclorice și pe valorificarea pitorescului plaiurilor moldave, îndepărtându-se de viziunea mitologică a operei sadoveniene.:p. 199
Interpretarea Margaritei Lozano a fost, în general, apreciată de majoritatea criticilor, care au evidențiat înțelegerea personajului și trăirea sinceră a unui rol dificil, de o mare profunzime:p. 119, conferindu-i Vitoriei „tragismul și demnitatea eroinelor antice, sensibilitatea și inteligența nativă a țărancei noastre”.:p. 121